# East Sussex
East Sussex är ett ceremoniellt och administrativt grevskap i sydöstra England. Den administrativa huvudorten är Lewes.  East Sussex gränsar till Kent, Surrey och West Sussex. 
Större orter är Bexhill-on-Sea, Brighton and Hove, Crowborough,  Eastbourne, Hailsham, Hastings, Lewes, Newhaven, Peacehaven, Polegate, Seaford och Uckfield.
Flera populära så kallade badorter, till exempel Brighton och Eastbourne, är belägna vid East Sussex kust.

## Administrativ indelning
Det traditionella grevskapet Sussex delades 1888 in i två administrativa grevskap, men förblev två ceremoniella grevskap. År 1974 blev de två enheterna även separata ceremoniella grevskap och området Mid Sussex överfördes från East Sussex till West Sussex.
Det administrativa grevskapet East Sussex omfattar hela det ceremoniella grevskapet East Sussex med undantag för det område som administreras av enhetskommunen Brighton and Hove. Det är indelat i fem distrikt.
| Nr | Distrikt / Enhetskommun | Administrativt grevskap | Distrikt i det ceremoniella grevskapet East Sussex                                 |
| -- | ----------------------- | ----------------------- | ---------------------------------------------------------------------------------- |
| 1  | Brighton and Hove       | Brighton and Hove       | Rött: Administrativa grevskapet East Sussex Gult: Enhetskommunen Brighton and Hove |
| 2  | Lewes                   | East Sussex             | Rött: Administrativa grevskapet East Sussex Gult: Enhetskommunen Brighton and Hove |
| 3  | Wealden                 | East Sussex             | Rött: Administrativa grevskapet East Sussex Gult: Enhetskommunen Brighton and Hove |
| 4  | Eastbourne              | East Sussex             | Rött: Administrativa grevskapet East Sussex Gult: Enhetskommunen Brighton and Hove |
| 5  | Rother                  | East Sussex             | Rött: Administrativa grevskapet East Sussex Gult: Enhetskommunen Brighton and Hove |
| 6  | Hastings                | East Sussex             | Rött: Administrativa grevskapet East Sussex Gult: Enhetskommunen Brighton and Hove |

## Landformer
I East Sussex finns:
- vattendragen River Brede och River Ouse
- insjön Bell Water
- kullarna Ditchling Beacon och Firle Beacon
- skogen St Helen's Wood